# Godfrey Murray
Godfrey Murray (* 1950) ist ein ehemaliger jamaikanischer Hürdenläufer, der sich auf die 110-Meter-Distanz spezialisiert hatte.
1970 gewann er bei den British Commonwealth Games in Edinburgh Bronze. Im Jahr darauf folgte einer weiteren Bronzemedaille bei den Zentralamerika- und Karibikmeisterschaften ein vierter Platz bei den Panamerikanischen Spielen in Cali.
Bei den Olympischen Spielen 1972 in München schied er im Vorlauf aus.
Seine persönliche Bestzeit von 13,84 s stellte er am 11. August 1972 in München auf.